# 유병규
유병규(鄭夢奎, 1960년 1월 13일 ~ )은 HDC 사장을 맡고 있는 대한민국의 기업인이다.

## 학력
- ~ 1980년 성균관대학교 경제학 박사

## 경력
- 2018.03 ~ 현재 : HDC 부사장
- ~             : 2제 20대 산업연구원 원장
- ~             : 국민경제자문회의 지원단 단장
- ~             : 현대경제연구원 경제연구본부 본부장, 전무
- ~             : 현대경제연구원 산업전략본부 본부장
- ~             : 미국 존스홉킨스대학교 국제관계대학원 방문연구원
- ~             : 한국생산성학회 부회장
- ~             : 한국경제학회 경제교육위원회 위원